# Премия Джорджа Пала
Премия Джорджа Пала (англ. George Pal Memorial Award) вручается Академией научной фантастики, фэнтези и фильмов ужасов, одновременно с церемонией вручения премии «Сатурн».
Премия вручается тем, кто показал образцовую работу в области научной фантастики, фэнтези и ужасов. Она была названа в честь Джорджа Пала, венгерско-американского аниматора и кинопродюсера, связанного в основном с жанром научной фантастики.

## Получатели
Ниже приведён список получателей и год вручения награды.

### 1980-е
- Джон Бэдэм (1980)
- Николас Мейер (1984)
- Дуглас Трамбалл (1985)
- Чарльз Бэнд (1986)
- Арнольд Лейбовит (1987)
- Ларри Коэн (1988)

### 1990-е
- Уильям Фридкин (1991)
- Джин Родденберри (1992)
- Фрэнк Маршалл (1993)
- Джин Уоррен (1994)
- Стэн Уинстон (1994)
- Ва Чанг (1994)
- Роберт Земекис (1995)
- Джон Карпентер (1996)
- Кэтлин Кеннеди (1997)
- Дин Девлин (1998)
- Рэй Брэдбери (1999)

### 2000-е
- Дуглас Уик (2000)
- Сэм Рэйми[1] (2001)
- Сэмюэл З. Аркофф[2] (2002)
- Ридли Скотт[3] (2004)
- Рэй Харрихаузен[4] (2006)
- Гильермо дель Торо[5] (2008)

### 2010-е
- Роберто Орси[6] (2010)
- Алекс Куртцман[6] (2010)
- Фрэнк Дарабонт[7] (2011)
- Мартин Скорсезе[8] (2012)
- Грег Никотеро[9] (2014)
- Саймон Кинберг[10] (2016)

### 2020-е
- Дэйв Филони[11] (2024)
- «Назад в будущее»[12] (2025)